# Ernst Wienecke (Politiker, 1888)
Ernst Wienecke (* 11. Januar 1888 in Stöcken bei Wittingen; † 1973) war ein deutscher Politiker (DDP, FDP) und Gegner des Nationalsozialismus.

## Leben
Ernst Wienecke in Stöcken bei Wittingen geboren, wuchs dort und auf dem Stammhof der Wieneckes in Croya auf. Nach der Lehrerausbildung auf der Präparandenanstalt in Gifhorn und dem Seminar in Uelzen, das damals als „freisinnig“ galt, trat er 1908 seine erste Lehrerstelle in Oerrel an. 1911 ließ er sich nach Bostelbeck und 1913 an die Grundschule in Harburg an der Elbe versetzen.
Im Ersten Weltkrieg war er Leutnant der Reserve der Artillerie. Bei der Großoffensive der Alliierten am 18. Juli 1918 geriet er schwer verwundet in französische Gefangenschaft. Seit dem Krieg war er Pazifist und noch bis 1920 im Garnisonlazarett in Hannover. Danach war er wieder als Lehrer tätig. Er studierte Handelswissenschaft und Französisch während der Hyperinflation in Berlin. 1924 machte er den Abschluss als Diplom-Handelslehrer. Nach dem Examen war er seit 1925 in diesem Beruf an den Handelslehranstalten in Harburg an der Elbe tätig. Dort stieg er bis zum Fachvorsteher auf.
Als Pazifist und überzeugter Liberaler engagierte sich Ernst Wienecke in der Weimarer Republik bereits Ende der 1920er Jahre stark für die DDP in Harburg-Wilhelmsburg. Sein politisches Engagement für die liberale Deutsche Demokratische Partei umfasste die damalige Provinz Hannover. Er war Wahlkampfleiter der DDP in der Provinz Hannover und als solcher engagierter Wahlredner in Norddeutschland. Er war auch Reichstagskandidat seiner Partei. Als zweiter Vorsitzender im Reichsbund Schwarz-Rot-Gold versuchte er mit gleichgesinnten Demokraten, die Versammlungen der bürgerlichen Parteien vor Störungen durch die Nazis zu schützen. Ernst Wieneckes herausragende Stellung als DDP-Politiker in Harburg-Wilhelmsburg, seine politische Einstellung und vor allem sein aktiver Wahlkampf gegen die Nazis machten ihn den Nationalsozialisten suspekt.
Schon am 22. Januar 1932 hieß es im Stürmer, dass in der nationalsozialistischen Gesellschaft kein Platz mehr für Pädagogen vom Schlage eines Wienecke sein werde. Das wurde 1933 umgesetzt. Ernst Wienecke sollte zunächst ganz aus dem Dienst entfernt werden, dann wurde er letztlich nur nach Lüneburg strafversetzt und degradiert. Hier überlebte die Familie mit Ehefrau Else Wienecke geb. Lüthje, Sohn Klaus (* 1934) und Tochter Jutta (* 1937) Krieg und Nationalsozialismus. Sie wurde in Lüneburg am 7. April 1945 nur elf Tage vor Einmarsch der Engländer ausgebombt.
Nach der Kapitulation 1945 engagierte sich Ernst Wienecke sofort wieder beim Aufbau demokratischer Strukturen. Er war Mitglied im Zonenbeirat (Vorläufer des Bundestages) und gehörte damit zu den Liberalen der ersten Stunde. Er betrieb die Gründung der FDP in Lüneburg. Bereits am 11. November 1945 veranstaltete er mit Genehmigung der Militärregierung die allererste politische Versammlung in der britischen Besatzungszone. Somit wurde Ernst Wienecke zum Motor des demokratischen Wiederaufbaus im Nachkriegsdeutschland. Beruflich kehrte er im Juni 1945 als Direktor zur Gewerbe- und Handelsschule nach Hamburg-Harburg zurück – die Familie erst im Mai 1946.
In Hamburg-Harburg engagierte sich Ernst Wienecke sofort wieder an alter Wirkungsstätte in führender Position für die FDP in der Kommunalpolitik. Er war lange Jahre Kreisvorsitzender, Fraktionsvorsitzender der FDP in der Bezirksversammlung und stellvertretender Vorsitzender der Bezirksversammlung Harburg. Somit prägte Ernst Wienecke noch über zwanzig Jahre die Kommunalpolitik in Harburg und auch die FDP in Hamburg.

## Nachweise
- Personalakte Ernst Wienecke, Staatsarchiv Freie und Hansestadt Hamburg
- Heft Nr. 32 Lüneburger Blätter, Museumsverein für das Fürstentum Lüneburg

| Personendaten    | Personendaten                                                     |
| ---------------- | ----------------------------------------------------------------- |
| NAME             | Wienecke, Ernst                                                   |
| KURZBESCHREIBUNG | deutscher Politiker (DDP, FDP) und Gegner des Nationalsozialismus |
| GEBURTSDATUM     | 11. Januar 1888                                                   |
| GEBURTSORT       | Stöcken bei Wittingen                                             |
| STERBEDATUM      | 1973                                                              |